# 자유주의 신학
자유주의 신학(自由主義神學, 영어: Liberal Christianity, Liberal Theology) 또는 역사적으로 기독교 모더니즘(基督敎 - , 영어: Christian Modernism), 근대주의 기독교(近代主義 基督敎)는 근대의 지식, 과학, 윤리학을 통해 기독교를 해석하는 신학운동을 의미한다. 18세기 계몽주의, 경건주의 그리고 낭만주의의 영향을 받아 등장하였다. 처음에는 무신론적 합리주의에 대한 대안이자, 성경과 전승 등 이성 외적인 권위에 기반한 정통 신학에 대한 대안으로 받아들여졌다.
자유주의 신학은 계몽주의와 낭만주의를 바탕으로 나타났다. 성경을 인간의 이성, 감정, 경험으로 이해하였고, 또한 도덕적이며, 역사적이며, 문화적인 관점에서 신학을 이해하였다. 진보주의, 역사주의, 인본주의를 강조하며, 성경에 나오는 기적들을 이성과 자연의 원리,과학, 심리학 등으로 해석하려고 하였다. 19세기 말에서 20세기 초에는 다윈주의와 성서비평학, 사회복음주의를 수용한 신학으로 널리 알려졌다.
자유주의 신학은 독일의 18세기 말 이성에 근거한 신학을 주장한 프리드리히 슐라이어마허가 문을 열었다. 그러나 근대주의와 근대의 제국주의 영향으로 발발한 제1차 세계대전(WWI)과 제2차 세계대전(WWII)을 통해 인간의 야만성이 드러나면서 의문이 제기되었다. 1930년대에 자유주의 신학을 비평하며 등장한 신정통주의는 카를 바르트의 주도 하에 루돌프 불트만, 에밀 브루너, 폴 틸리히, 에두아르트 트루나이젠 등이 신학 사상으로 발전시켰다. 1960년대에 해방 신학이 등장하며 자유주의 신학은 그 영향력을 잃었다. 사신신학이 여기 포함된다. 대표적인 자유주의 신학은 사신신학, 과정신학, 해방신학, 민중신학, 퀴어신학, 포스트모던 신학등이다.
정치적 자유주의와는 무관하며, 진보 기독교와도 구분될 필요가 있기에 '기독교 모더니즘'이라고 불리기도 한다.

## 개신교에서
자유주의적 개신교는 기독교를 현대 지적 맥락에 맞추어 적응시킬 필요성을 느끼면서 19세기에 발전했다. 찰스 다윈의 자연선택 이론이 수용됨에 따라, 창세기의 창조 이야기와 같은 전통적인 기독교 교리에 대한 무비판적 수용은 도전을 받기 시작했다. 신앙을 성경이나 예수 그리스도의 인격에만 의존하기 어려워진 자유주의자들은, 신학자이자 지성사 연구자인 앨리스터 맥그래스의 말을 빌리면, "공통된 인간 경험에 신앙의 기초를 두고, 그것을 현대적 세계관에 맞게 해석하려 했다." 자유주의 신학은 독일에서 시작되었으며, 계몽주의의 인간 이성에 대한 높은 평가, 그리고 종교적 경험과 교회 일치 운동을 강조하는 경건주의 사상 등 여러 흐름의 영향을 받았다.
자유주의적 개신교에서 인정하는 종교적 권위는 보수적인 개신교와는 달랐다. 전통적인 개신교는 "오직 성경"(sola scriptura)라는 말이 있을 정도로 성경을 유일한 권위로 이해하며, 모든 교리와 가르침, 교회의 권위가 성경에서 유래한다고 보았다. 따라서 전통적인 개신교도는 "성경이 말하는 것은 곧 하나님의 말씀이다"고 주장할 수 있었다. 반면, 자유주의적 기독교인들은 성서무오설이나 성경 무류성 교리를 거부했으며, 이를 성경에 대한 우상숭배로 간주했다.
자유주의자들은 대신 역사비평 등 현대적 성서비평학을 도구로 사용해 성경을 이해하려 했다. 이러한 방법은 18세기 후반부터 사용되었으며, 구약성경이 과연 전통적인 견해만큼 오래 전에 처음 작성된 것인지, 복음서가 실제로 예수의 말을 기록했는지에 대해 의심하고 질문했다. 이러한 해석 방법은 자유주의자들로 하여금 "신약성경의 어떤 기록도 전통적으로 이해된 의미에서 사도적이라고 할 수 없다"는 결론에 이르게 했다. 이로 인해 자유주의자들은 "오직 성경"이라는 전통적 관점 대신 역사적 예수를 "기독교 교회의 진정한 기준"으로 간주한다.
독일의 신학자 빌리암 브레데는 "다른 모든 실질적 학문과 마찬가지로, 신약학은 그 자체로 목적을 가지며, 교리나 조직신학과는 완전히 무관하다"고까지 주장했다. 신학자 헤르만 궁켈 역시 "전통적인 영감 교리를 대신하여 이제는 역사학적 연구방법론이 자리잡았다"고 적었다. 한편, 성공회 주교 존 셸비 스퐁은 성경의 문자적 해석을 이단(heresy)으로 간주했다.
전통적인 개신교는 성경과 계시가 항상 인간의 경험과 이성을 확인해 준다고 믿었다. 반면, 자유주의적 개신교에서는 그와는 사뭇 다른 두 가지 궁극적인 종교적 권위를 인정한다. 그것은 바로 기독교인이 예수 그리스도 안에서 드러난 기독교적 신을 경험하는 것과, 인간으로써 체험하는 보편적 경험이다. 즉, 자유주의자들은 기독교의 진리 주장은 공통적인 인간 이성과 경험에만 의존하여 확인될 수 있다고 보았다.
자유주의적 기독교인들은 성경 그 자체의 오류나 모순들 보다는 전통 교리를 폐기하거나 재해석하는 것에 중점을 두었다. 예를 들어, 원죄 교리는 아우구스티누스에서 기인한 것으로 간주되었는데, 아우구스티누스의 신약성서 해석이 마니교와의 연관성으로 왜곡되었다고 판단하여 거부되었다. 또한 기독론도 새롭게 해석되었다. 자유주의자들은 예수의 인간성을 강조했으며, 그의 신성은 "인류 전체가 본받을 수 있는 특질을 예수가 구현한 것"으로 이해되었다.
따라서 자유주의적 기독교인들은 예수의 인도주의적 가르침을 강조하며, 이를 종교적 전통과 초자연적 신앙에 얽매이지 않은 세계 문명의 기준으로 삼고자 했다. 이에 따라, 자유주의자들은 예수의 공생애와 관련된 기적적 사건보다 그의 가르침에 더 중점을 두었다. 19세기 교회에서는 기적에 대한 믿음이 단순한 미신인지, 아니면 예수의 신성을 받아들이는 데 필수적인지에 대한 논쟁이 발생했으며, 이로 인해 신학적 타협이 시도되었다. 일부 자유주의자들은 예수의 기적을 야훼의 능력을 이해하기 위한 비유적 서사로 해석하기도 한다.

### 역사
자유주의적 기독교의 뿌리는 16세기로 거슬러 올라간다. 에라스무스와 이신론자들은 기독교에서 미신적 요소를 제거하고, "하나님과 인류에 대한 이성적 사랑"이라는 본질적 가르침만 남기려 했다.
프리드리히 슐라이어마허(1768–1834)는 자유주의 개신교의 아버지라고 불린다. 그는 계몽주의 합리주의에 대한 낭만주의의 실망감에 응답하여, 하나님은 이성이 아닌 감정을 통해서만 경험할 수 있다고 주장했다. 그의 신학에서 종교는 하나님에 대한 절대적 의존의 감정이다. 자신의 죄와 구원의 필요성을 의식한 인간은, 오직 예수 그리스도를 통해 구원받을 수 있다고 본 것이다. 슐라이어마허에게 신앙은 공동체 안에서 경험되는 것이며, 고립된 상태에서 이루어질 수 없다. 따라서 신학은 항상 특정한 종교적 맥락을 반영한다고 보았으며, 이는 그가 절대적인 가치를 거부하는 상대주의라는 비판을 받게 한 원인이 되었다.
알브레히트 리츨(1822–1889)은 슐라이어마허가 감정과 개인적 체험을 강조하는 것에 동의하지 않았다. 그는 종교적 신념은 역사, 특히 신약성경의 역사성에 기반해야 한다고 주장했다. 리츨은 기적적 사건을 고려하지 않고 역사를 연구할 때, 신약성경이 예수의 신성한 사명을 확증한다고 믿었다. 그는 예수의 동정녀 탄생과 삼위일체와 같은 교리를 거부했다. 리츨에게 기독교적 삶은 윤리적 활동과 발전에 헌신하는 것이었고, 교리는 사실의 주장이 아니라 가치 판단으로 이해되었다.
리츨은 임마누엘 칸트의 철학에 영향을 받아, 종교를 "인간의 자연적 기원과 환경을 극복하는 영혼(또는 도덕적 주체)의 승리"로 간주했다. 리츨의 사상은 이후 다른 신학자들에게 영향을 미쳤으며, 리츨 학파는 제1차 세계대전까지 독일 개신교 신학에서 주요 학파로 남았다. 리츨의 저명한 추종자들로는 빌헬름 헤르만, 율리우스 카프탄, 아돌프 폰 하르나크 등이 있다..

## 대한민국의 자유주의 신학
21세기 대한민국 개신교 신학의 주류는 자유주의 신학이 아니다. 개혁신학의 관점에서 보면 '자유주의 신학'은 성경의 권위와 무오성을 인정하지 않는 '이단교리'이다. 대한민국 개신교 신학계에서도 자유주의 신학을 연구하지 않는다. 21세기의 신학 주류는 신정통주의와 고전정통주의, 해방신학, 공공신학 등으로 더 이상 대한민국에서 역사신학 분야를 제외하고 자유주의 신학의 연구는 없다.
대한민국에서 그 영향력이 사라진 자유주의 신학 용어를 여전히 사용하는 주체는 보수적 신학(개혁주의,루터주의)를 지닌 이들이다. 이들은 진보적 신학이나 보수적 신학과 차이를 지닌 신학적 활동을 통칭해서 자유주의 신학이라고 칭한다. 심지어 보수적 신학 일원들은 자유주의 신학을 극복하고 등장한 신정통주의 신학을 자유주의 신학이라고 칭하기도 한다.

## 같이 보기
- 해방 신학
- 민중신학
- 페미니스트 신학
- 흑인 신학
- 퀴어 신학
- 현대신학
- 보수주의 신학